# موزه شیمادا

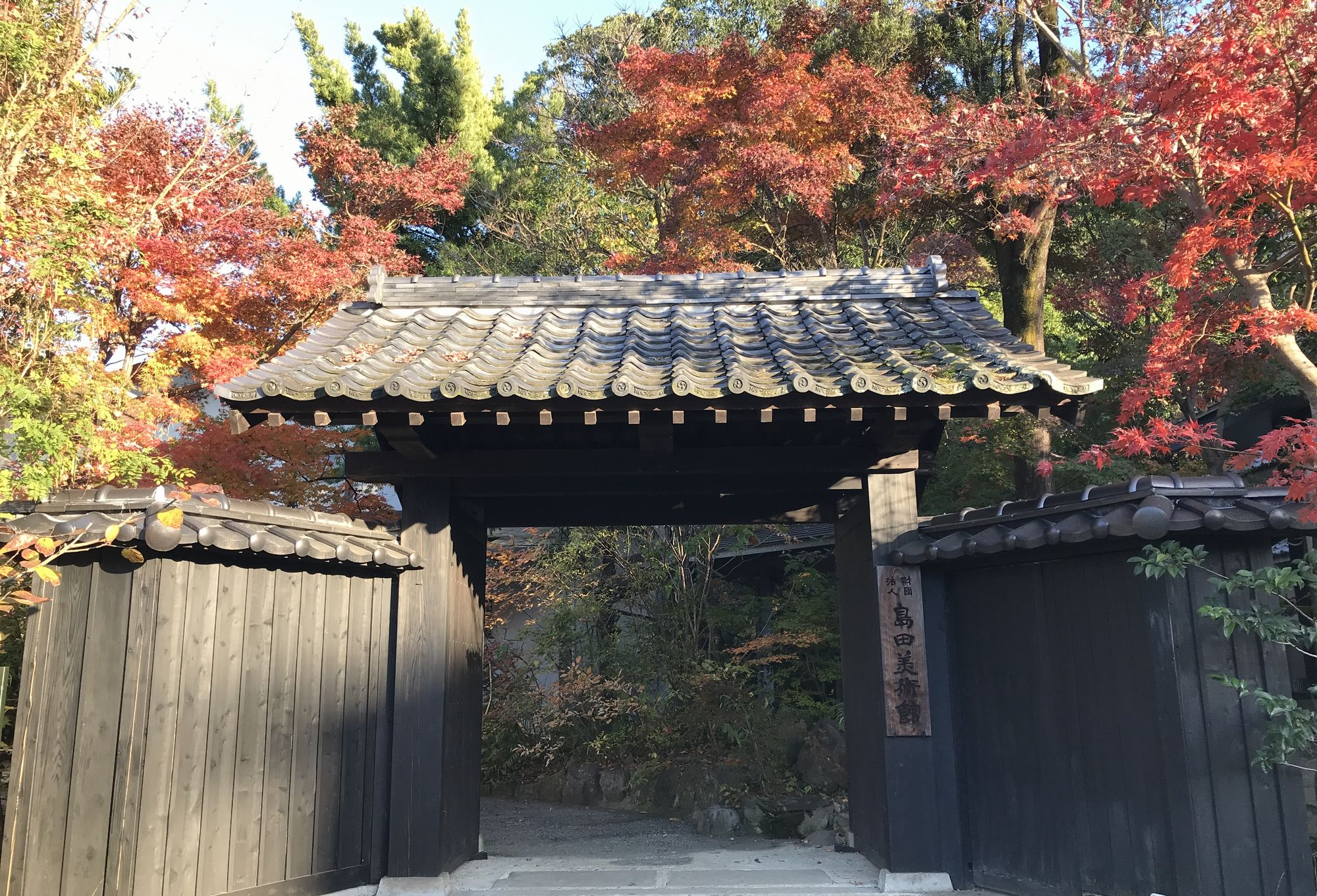
ورودی شیمادا

موزه شیمادا (به ژاپنی: 島田美術館 しまだびじゅつかん); یک موزه هنری واقع در شیمازاکی، نیشی کو، شهر کوماموتو (شهر)، استان کوماموتو است. این به خاطر نگهداری و نمایش جوهر و وسایل شخصی استاد شمشیرباز میاموتو موساشی معروف است.